# Varujan Vosganian
Varujan Vosganian, né le 25 juillet 1958 à Craiova, est un homme politique roumain, membre du Parti national libéral (PNL) et de l'Union des Arméniens de Roumanie (UAR) dont il est président. Il siège actuellement au Sénat. C'est aussi un conteur.

## Activité politique
Élu à la Chambre des députés en 1990 et 1992 en tant que membre de l'Union des Arméniens de Roumanie, il est ensuite élu au Sénat lors des élections de 1996.

### Candidature à la Commission européenne
En octobre 2006, il est proposé par le Premier ministre Călin Popescu-Tăriceanu pour occuper le poste de commissaire européen dévolu à la Roumanie lors de son adhésion à l'Union européenne le 1er janvier 2007.
Cette annonce est suivie de révélations dans la presse selon lesquelles Vosganian aurait collaboré avec la Securitate, ce qui est par la suite démenti. La décision de le nommer est également contestée du fait qu'il avait dirigé un petit parti d'extrême droite.
Malgré cela, les socialistes relevèrent qu'il n'avait pas un « profil européen » et qu'il était « à la solde des grands magnats de l'économie ». À la suite de ces critiques, sa candidature fut retirée le 28 octobre 2006.

### Ministre de l'Économie de Tăriceanu
Le 14 décembre 2006, il est nommé ministre de l'Économie et du Commerce du premier gouvernement de Călin Popescu-Tăriceanu pour compenser l'échec de sa candidature à la Commission européenne.
Il est ensuite ministre de l'Économie et des Finances lors du vaste remaniement ministériel du 5 avril 2007.

### Retour dans l'opposition
Il est réélu au Sénat lors des élections parlementaires du 30 octobre 2008. Le PNL étant retourné dans l'opposition, il prend la présidence de la commission sénatoriale de l'Économie, de l'Industrie et des Services le 19 décembre.

### Ministre de l'Économie de Ponta
À la suite des élections législatives de 2012, il est nommé, le 21 décembre, ministre de l'Économie dans le deuxième gouvernement du social-démocrate Victor Ponta, jusqu'en octobre 2013, poste qu'il quitte en démissionnant.

## Activité littéraire
Histoire - Génocide arménien - Récits personnels
« Le livre des chuchotements n’est pas un livre de mémoires car les souvenirs de ces pages ne m’appartiennent pas. C’est plutôt la biographie du XXe siècle racontée par ceux qui l’ont vécue. On y trouve presque tous les maux du siècle : les guerres mondiales, le génocide, l’exode et la vaine recherche de soi. C’est véritablement la tragédie du peuple arménien, mais aussi la tragédie du peuple roumain, la tragédie de tous ceux qui ont subi plutôt que vécu l’Histoire. Tous les personnages sont réels, les évènements qu'ils ont vécus sont réels, et c’est précisément la raison pour laquelle Le livre des chuchotements semble si vrai, si réel. Je n’aurais pas osé écrire là-dessus si je n’avais pas eu l’argument de leurs implacables réalités », dit Varujan Vosganian.
- Le livre des chuchotements[5], traduit du roumain par Laure Hinckel et Marily le Nir, coll. « Littérature étrangère », éd. des Syrtes, 2013.  (ISBN 9782845451780), 368 pages. ACAM - Livres arméniens - VOSGANIAN , Varujan Consulté le 20 mars 2013.
- en roumain : Cartea șoaptelor, Editura Polirom, Iași, 2009.

## Extrait
« Je suis surtout ce que je n’ai pas pu accomplir. De  toutes  les  vies  que  je  porte  en  moi telle  une  poignée  de  serpents noués par la queue, la plus vraie reste la vie imaginée. Je suis un homme qui, sur cette terre, a vécu indiciblement. Et j’ai d’autant moins vécu.
Mes  parents  sont  en  vie.  Cela  signifie  que  moi,  je  ne  suis  pas  encore né,  ou  du moins  pas  totalement.  Ils  arrondissent  encore  un  peu  mes épaules osseuses. Ils versent encore un peu d’âme dans ma poitrine dont les contours changent comme les amphores des anciens Grecs prenaient la forme du vin qui épaississait entre leurs flancs. Ils lissent encore mon visage cuivré.
Parce que je ne suis pas complètement né, la mort est encore loin. Je suis si jeune que je pourrais l’aimer comme on aime une jolie femme. »

— Incipit du Livre des chuchotements.